# Ptychadena subpunctata
Ptychadena subpunctata är en groddjursart som först beskrevs av Bocage 1866.  Ptychadena subpunctata ingår i släktet Ptychadena, och familjen Ptychadenidae. IUCN kategoriserar arten globalt som livskraftig. Inga underarter finns listade.